# Skanzen lesní železnice (Janów Lubelski)
Skanzen lesní železnice ve městě Janów Lubelski je muzeum (technický skanzen) na předměstí města Janów Lubelski. Zařízení provozuje Lesní inspektorát Janów Lubelski.
Muzeum bylo otevřeno v říjnu 2000. Shromažďuje památky spojené s provozem Lesní železnice v Janovských lesích, která obsluhovala v letech 1941–1984 spojení mezi Biłgorajem a vesnicí Lipa. Koleje na posledním úseku (Lipa–Szklarnia) byly demontovány v roce 1988. Poté, co železnice přestala fungovat, byla od roku 1984 část kolejových vozidel vystavena v bývalém skladu ve Szklarnii, avšak kvůli nedostatečnému dohledu docházelo k častým devastacím. V roce 1999 byla kolejová vozidla přesunuta do Janova Lubelského, kde byla renovována Polskou nadací pro úzkokolejné železnice.
Skanzen vystavuje lokomotivy (parní lokomotivu Las47 a dieselovou lokomotivu WLs50) a také vozy: vozy pro přepravu dřeva a kulatiny, plošiny, osobní vozy (pro přepravu zaměstnanců), uhelný vůz, cisterny, plošinu se sněhovým pluhem a nákladní vozy.
Skanzen je celoroční zařízení otevřené každý den. Vstup je zdarma.